# Miggy
Miggy, pseudoniem van Marina van der Rijk (Breda, 31 oktober 1961 – Geleen, 7 november 2012), was een Nederlands zangeres.

## Loopbaan
Van der Rijk, geboren in Breda als dochter van Maria Cornelia de Laat (1929-1999) en M. Adrianus van der Rijk (1923-2019), groeide op in de wijk Tuinzigt. Ze zong als 11-jarige op de bruiloft van haar zuster, nam vervolgens zang- en gitaarles en trad als minderjarige op in België, omdat het daar wel wettelijk was toegestaan. Toen ze 19 jaar was werd ze gebeld door Clemens Duijnstee en trompettist Cor Willems, die het nummer "Annie (hou jij m'n tassie even vast)" hadden geschreven. Ze konden geen zangeres voor het nummer vinden; iedereen vond het te 'dom'. Miggy stemde toe, en scoorde er eind 1981 een nummer 1-hit in de Nationale Hitparade mee. In de Nederlandse Top 40 bleef het nummer op de tweede plaats steken. Op de B-kant van het singletje stond het nummer Jofel gosertje. In de videoclip voor het nummer danste onder andere Gerard Joling mee.
In december 2024 werd bekend dat het nummer niet door Miggy, maar door Diny Groeneveld-Pijper en Ineke Groeneveld-Pijper, zussen van de in Nederland bekende zangeres Jody Pijper, is ingezongen. Technicus Fred de Groot was de drummer en sprak de drieregelige tekst van de klunzige danser in.
Miggy bleek een eendagsvlieg te zijn, die na Annie uit de publiciteit verdween en geen hits meer scoorde. In 1989 kwam een remix van Annie niet verder dan de 57e plaats. Tot in de jaren negentig was Miggy met haar man Jack de Koning als het duo Miggy & Jack nog actief op bruiloften en partijen.
Van der Rijk was de moeder van Miggy de Koning die als Kyla King bekendheid verkreeg. Van der Rijk  overleed op 51-jarige leeftijd, na een kort ziekbed. Ze is gecremeerd in Geleen.

## Discografie

### Albums
- Hallo, Hier Is Miggy (1982)

### Singles
| Single met eventuele hitnotering(en) in de Nederlandse Top 40 | Datum van verschijnen | Datum van binnenkomst | Hoogste positie | Aantal weken | Opmerkingen                      |
| ------------------------------------------------------------- | --------------------- | --------------------- | --------------- | ------------ | -------------------------------- |
| Annie                                                         | 1981                  | 28-11-1981            | 2               | 9            | nr. 1 in de Nationale Hitparade  |
| Ik word niet goed                                             | 1982                  |                       | -               | -            |                                  |
| Juffrouw                                                      | 1982                  |                       | -               | -            |                                  |
| Ik wil met jou                                                | 1983                  |                       | -               | -            | [ 6 ]                            |
| Annie (Radio housemix '89)                                    | 1989                  | 09-09-1989            | tip14           | -            | nr. 57 in de Nationale Hitparade |